# Ансонго
Ансо́нго (фр. Ansongo) — небольшой город и коммуна на юго-востоке Мали, на территории области Гао. Административный центр одноимённого округа.

## Географическое положение и климат
Город находится в юго-западной части области, на левом берегу реки Нигер, на расстоянии приблизительно 970 км к востоку-северо-востоку от столицы страны Бамако. Абсолютная высота — 230 м над уровнем моря.
Климат характеризуется чередованием двух сезонов. Засушливый сезон длится с октября по июнь, сезон дождей — с июля по сентябрь. Годовое количество осадков — 250—350 мм. Температура воздуха колеблется в диапазоне от 15 до 45 °C.
| Показатель                    | Янв. | Фев. | Март | Апр. | Май  | Июнь | Июль | Авг. | Сен. | Окт. | Нояб. | Дек. | Год  |
| ----------------------------- | ---- | ---- | ---- | ---- | ---- | ---- | ---- | ---- | ---- | ---- | ----- | ---- | ---- |
| Средний суточный максимум, °C | 32,9 | 35,7 | 35,9 | 37,2 | 38,0 | 36,8 | 36,3 | 33,8 | 34,9 | 36,9 | 36,5  | 33,8 | 35,7 |
| Средняя температура, °C       | 24,7 | 26,5 | 27,8 | 29,8 | 31,4 | 31,1 | 30,8 | 28,7 | 29,3 | 29,8 | 28,2  | 25,9 | 29,1 |
| Средний суточный минимум, °C  | 16,6 | 17,3 | 19,7 | 22,5 | 24,9 | 25,5 | 25,3 | 23,9 | 23,8 | 22,8 | 20,0  | 18,0 | 22,5 |
| Норма осадков, мм             | 0    | 1    | 1    | 0    | 8    | 22   | 71   | 118  | 38   | 8    | 0     | 0    | 267  |
| Источник: Climate-Data.org    |      |      |      |      |      |      |      |      |      |      |       |      |      |

## Население
По данным Национального института статистики Мали, на 2009 год численность населения Ансонго составляла 32 709 человек. В национальном составе представлены: сонгай, туареги, фульбе, арабы и бозо. Большинство верующих — мусульмане.

## Экономика и транспорт
Экономика Ансонго основывается на сельском хозяйстве и рыболовстве.
В окрестностях города расположен небольшой одноимённый аэропорт (ICAO: GAAO).